# Закон судний людєм
«Закон судний людєм», «Законъ соудный людємъ» — найдавніший звід слов'янського права. Складений у 8 – на початку 10 ст., упорядкований, можливо, болгарським царем Симеоном (893–927). Збережений в руських списках у короткій та поширеній редакціях. На сьогодні відомо близько сотні списків, найдавніші – кінця 13 ст. Вважають, що "З.с.л." був використаний при складенні Уставу Ярослава Мудрого та "Руської правди". В найдавнішій, короткій, редакції "З.с.л." містить переклад і болгарську переробку текстів Еклоги (витяги з Corpus juris civilis та пізніших конституцій, зроблені у Візантії грецькою мовою прибл. 740–750) та виклад покаянних правил, імовірно, західнослов'янського (моравського) походження. Є в Кормчих книгах та збірниках Мерила Праведного. Термінологія редакції суто слов'янська. Зміст пам'ятки дає змогу реконструювати деякі особливості тогочасних суспільних відносин. Зокрема, в короткій редакції "Закону" є багато згадок про рабів, яких протиставлено "свободникам". Рабами ставали військовополонені, діти рабині, колишні "свободники", покарані відповідним чином за злочин. "Закон" містить перелік покарань за майнові злочини – конфіскація майна, відрізання носа, умертвління. Так, смертю карався підпал будинку.
Збірник у розширеній редакції складений не пізніше середини 14 ст. в Новгороді Великому та Пскові (нині обидва – міста в РФ). Містить "избраниє" із законів Мойсейових (вибірка з біблійних книг Вихід, Левіт, Второзаконня) і деяких статей Кормчих книг, що походять від Еклоги та Прохірона (Пρόχειρος; збірник норм візантійського права, видана 879). Покаянні правила відсутні. Є в збірках, а також в Археографічному (комісійному) списку Новгородсько-Псковського літопису молодшого ізводу.